# Desa Minyak
Desa Minyak är en administrativ by i Indonesien.   Den ligger i provinsen Banten, i den västra delen av landet, 70 km sydväst om huvudstaden Jakarta.